# Instituto Nacional de Cinema
O Instituto Nacional de Cinema (INC) foi um órgão gestor do cinema brasileiro criado em 1966, esvaziado de parte de suas funções em 1969 (com a criação da Embrafilme) e extinto em 1975.

## Criação
O INC foi instituído durante o Regime Militar, pelo Decreto-Lei número 43, de 18 de Novembro de 1966, mas a sua criação já era discutida há quase 20 anos.
Em 1947, o senador e escritor Jorge Amado, em nome do Partido Comunista Brasileiro, propôs a criação do Conselho Nacional de Cinema, com o objetivo de "regular normas de produção, importação, distribuição e exibição de filmes".
Em 1952, um grupo de trabalho instituído pelo presidente Getúlio Vargas e formado por Vinícius de Moraes, Décio Vieira Ottoni e outros intelectuais brasileiros sugeriu que estas funções fossem desempenhadas por um órgão que viria a se chamar Instituto Nacional de Cinema. A proposta, redigida pelo cineasta Alberto Cavalcanti, transformou-se em novo projeto de lei, que em 1957 incorporou o de Jorge Amado.